# Zuau pontifici
Els zuaus pontificis foren una unitat de soldats d'infanteria sorgits el 1860 per la defensa dels Estats Pontificis sota Pius IX.
Els zuaus pontificis foren catòlics solters voluntaris, fonamentalment, disposats a ajudar al Papa Pius IX davant del procés de reunificació italià. La majoria dels voluntaris foren alemanys, francesos i belgues, però també s'hi podien trobar romans, canadencs, espanyols, irlandesos i anglesos. Zuau és el nom que se li va donar a certs regiments d'infanteria de l'exèrcit francès a partir de l'any 1830.
Originaris d'Algèria, tant el nom com l'uniforme distintiu dels zuaus es va estendre per les forces armades dels Estats Units, Estats Pontificis, Espanya, Brasil i l'Imperi Otomà. Van servir a la majoria de les campanyes militars de l'exèrcit francès entre 1830 i 1962.
Els zuaus van tenir un paper important amb les tropes franceses a la batalla de Mentana, en la qual van derrotar les tropes de Garibaldi. L'any 1870, Napoleó III va haver de cridar les tropes instal·lades a Itàlia a causa de l'inici de la guerra francoprussiana. Víctor Manuel II li va enviar una carta a Pius IX, en la qual li demanava guardar les formes deixant entrar pacíficament l'exèrcit italià a Roma, a canvi d'oferir protecció al Papa. Però aquest es va negar rotundament a fer-ho.
L'exèrcit italià, dirigit pel general Cadorna, va travessar la frontera papal l'11 de setembre i va avançar lentament cap a Roma, esperant que l'entrada pacífica pogués ser negociada. En canvi, el Papa es va negar a claudicar i va forçar els seus Zuaus a oposar una resistència simbòlica.
Els zuaus van marxar a França a lluitar junt amb Napoleó III contra els prussians, però amb l'entrada dels alemanys a París el regiment es va desfer. Diversos voluntaris també s'allistaren a les tropes carlines que participaren en la Tercera guerra carlina, a Catalunya i al Maestrat.
A Catalunya es coneix amb aquest nom una beguda refrescant (també coneguda com a "soldat") feta amb gasosa i cafè.